# Matinera menuda gorjagroga
La matinera menuda gorjagorga (Schoeniparus cinereus) és una espècie d'ocell de la família dels pel·lornèids (Pellorneidae) que habita la selva humida, matolls i bambús de l'est de l'Índia, oest de Nepal, sud-est de Bangladesh, nord-est de Myanmar, sud-oest de la Xina i nord de Laos.